# Pielonefrite

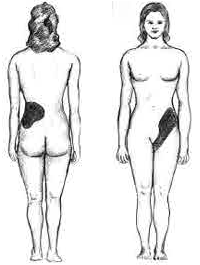
Diagrama mostrando a localização típica da dor.

Pielonefrite é a inflamação do rim, geralmente causada por uma infeção bacteriana. Os sintomas mais comuns são febre e sensibilidade no ângulo costovertebral. Entre outros possíveis sintomas estão náuseas, ardor ao urinar e micção frequente. Entre as possíveis complicações estão pus em redor do rim, sepse e insuficiência renal aguda.
A pielonefrite é quase sempre causada por uma infeção bacteriana, sendo cerca de 80% dos casos causados por Escherichia coli e Enterobacter. Entre os fatores de risco estão as relações sexuais, antecedentes de infeções do trato urinário, diabetes, problemas estruturais no trato urinário, obstrução do uréter e uso de espermicidas. O mecanismo de infeção mais comum tem origem em infeções ascendentes com origem no próprio sistema urinário. Em casos pouco comuns, a infeção tem origem na corrente sanguínea. O diagnóstico geralmente baseia-se nos sintomas e é complementado por análises à urina. Quando o tratamento inicial não surte efeito, pode ser necessária a realização de exames imagiológicos.
A doença pode ser prevenida urinando após as relações sexuais e bebendo água na quantidade recomendada. Uma vez presente, a pielonefrite é geralmente tratada com antibióticos como a ciprofloxacina ou a ceftriaxona. Os casos mais graves podem necessitar de tratamento hospitalar. Em pessoas com problemas estruturais do trato urinário ou pedras nos rins, pode ser necessária a realização de uma cirurgia.
A pielonefrite é uma doença relativamente comum. Em cada ano, a doença afeta 1–2 em cada 1000 mulheres e 0,5 em cada 1000 homens. Os grupos populacionais mais afetados são mulheres sexualmente ativas no início da idade adulta, seguidas por bebés com menos de um ano de idade e idosos. A doença é 3 a 5 vezes mais comum entre mulheres, com uma incidência de 15–17 casos anuais por cada 10 000 mulheres e 3–5 casos anuais por cada 10 000 homens. Com tratamento, o prognóstico é geralmente favorável entre os jovens adultos. No entanto, entre pessoas com mais de 65 anos de idade, o risco de morte é de cerca de 40%.